# Gondangslamet
Gondangslamet is een bestuurslaag in het regentschap Boyolali van de provincie Midden-Java, Indonesië. Gondangslamet telt 1398 inwoners (volkstelling 2010).